# 1936 год в науке
В 1936 году были различные научные и технологические события, некоторые из которых представлены ниже.

## События
- Харьковскому национальному университету присвоено имя умершего в этот год Максима Горького.
- Основана Папская академия наук (итал. Pontificia Accademia delle Scienze) Римско-католической Церковью как реформированная Академия деи Линчеи. Цель Папской академии наук в том, чтобы исследовать математические, физические и естественные науки и связанные с ними богословские вопросы.
- Алонзо Чёрч разрабатывает лямбда-исчисление.

## Награды
- Нобелевская премия
  - Физика
    - Виктор Франц Гесс, «За открытие космических лучей».
    - Карл Дэвид Андерсон, «За открытие позитрона».

  - Химия — Петер Йозеф Вильгельм Дебай.
  - Медицина и физиология — Генри Дейл, Отто Лёви.

- Филдсовская премия
  - Ларс Альфорс (Финляндия).
  - Джесси Дуглас (США).

## Родились
- 14 января — Алексей Алексеевич Леонтьев, российский психолог и лингвист (ум. в 2004).
- 10 августа — Майкл Малкей, английский социолог науки.
- 18 декабря — Юрий Петрович Самарин, советский и российский учёный-математик, механик (ум. в 2000).

## Скончались
- 27 февраля — Иван Петрович Павлов (род. 1849), русский физиолог, лауреат Нобелевской премии 1904 года.
- 13 сентября — Франц Йоханнес Хартман, немецкий астроном.